# Ricardo Castillo
Para el compositor guatemalteco, véase Ricardo Castillo (compositor).
Ricardo Castillo (Guadalajara, Jalisco, 1954) es un poeta mexicano.
Su primer libro, El pobrecito señor X, apareció en 1976, inicialmente en la editorial CEFOL, y cuatro años más tarde sería publicado por el Fondo de Cultura junto con La oruga, en la colección Letras mexicanas. En 1981 fue publicado Concierto en vivo en Morelia, por la Universidad Nicolaíta. Un año después aparece Como agua al regresar, en la editorial Penélope, en México. En ediciones Toledo se publican Ciempiés tan ciego y Nicolás el camaleón, en 1989. 
Su obra aparece en la Asamblea de poetas jóvenes de México, que preparó Gabriel Zaid para Siglo XXI (1980), y en la antología de Escritores jaliscienses que realizó Sara Velasco para la Universidad de Guadalajara (1985).
Una de las orientaciones de su labor poética (la exploración oral de los poemas) lo ha llevado a realizar numerosas lecturas de memoria en teatros, bares o festivales de poesía hablada, así como a interactuar con músicos, coreógrafos y bailarines. También esta tendencia ha determinado que dos montajes escénicos realizados en coautoría con el músico Gerardo Enciso, se trasladaran a medios audiovisuales: Es la calle, honda… un disco compacto de audio (1992), en tanto que Borrados, trama escénica interdisciplinaria (poesía, música y danza), fue realizado en video (1998). Su más reciente trabajo, Il re lámpago, de próxima aparición, incluye dos CD de audio que vinculan estrechamente el texto de los poemas a su expresión oral.
Trabaja en el Departamento de Estudios Literarios de la Universidad de Guadalajara.

## Obra
- El pobrecito señor X (1976)
- El pobrecito señor X / La oruga (1980)
- Concierto en vivo (1981)
- Como agua al regresar (1982)
- Ciempiés tan ciego (1989)
- Nicolás el camaleón (1989)
- Borrar los nombres (1993)
- Islario (1995)
- La máquina del instante (2000)
- Il re lámpago

### En colaboración
- Es la calle, honda..., en colaboración con Gerardo Enciso.